# Coupe d'Afrique des vainqueurs de coupe de football 1994
Navigation
Édition précédente Édition suivante
La Coupe d'Afrique des vainqueurs de coupe de football 1994 est la vingtième édition de la Coupe d'Afrique des vainqueurs de coupe. 
Cette compétition qui oppose les vainqueurs des Coupes nationales voit le sacre du DC Motema Pembe du Zaïre, dans une finale qui se joue en deux matchs face aux  Kényans de Kenya Breweries. Il s'agit du tout premier titre pour le DC Motema, et du deuxième titre en Coupe des coupes pour le Zaïre, après le succès du TP Mazembe en 1980. Quant au club de Kenya Breweries, il devient le deuxième club kényan à atteindre la finale, après les deux déjà disputées par Gor Mahia (défaite en 1979 puis victoire en 1987).
Un club de l'île de La Réunion prend part pour la première fois à la compétition, grâce à l'accord existant entre la CAF et la Fédération française, qui permet aux clubs réunionnais de participer aux compétitions organisées par la confédération africaine. L'US Stade Tamponnaise arrive jusqu'en quarts de finale, (éliminé par Kenya Breweries, futur finaliste de l'épreuve), bien aidé par les forfaits de l'AS Cimelta (Madagascar) en tour préliminaire et du Tanganda FC (Zimbabwe) lors du premier tour.
Cette édition est marquée par un nombre record de forfaits, abandon et disqualification. En effet, trois fédérations (Ouganda, Bénin et Zimbabwe) voient leur représentant disqualifié à cause des dettes qu'elles avaient envers la CAF. Le club zambien de Power Dynamos FC n'est pas autorisé à participer car sa fédération l'a inscrit hors délais. Enfin, six équipes déclarent purement et simplement forfait, dont une (le Renaissance FC du Tchad) après une déroute lors du match aller, perdu 13-0, face au club gabonais de Mbilinga FC.

## Tour préliminaire
| Équipe 1                | Résultat | Équipe 2             | Aller | Retour |
| ----------------------- | -------- | -------------------- | ----- | ------ |
| Eleven Men in Flight    | 4 - 3    | Township Rollers     | 3 - 1 | 1 - 2  |
| forfait Black Africa FC | -        | Bantu FC             | -     | -      |
| forfait AS Cimelta      | -        | US Stade Tamponnaise | -     | -      |

## Premier tour
| Équipe 1                     | Résultat      | Équipe 2                         | Aller  | Retour |
| ---------------------------- | ------------- | -------------------------------- | ------ | ------ |
| forfait Al Ahly SCT          | -             | Saint-George SA                  | -      | -      |
| Al Hilal Omdurman            | 2 - 4         | Rayon Sports                     | 1 - 0  | 1 - 4  |
| BCC Lions                    | 2 - 1         | ASF Bobo-Dioulasso               | 2 - 1  | 0 - 0  |
| Kenya Breweries              | 5 - 1         | Clube Ferroviário de Maputo      | 2 - 0  | 3 - 1  |
| Canon Yaoundé                | 2 - 1         | Atlético Sport Aviação           | 2 - 0  | 0 - 1  |
| DC Motema Pembe              | 2 - 2 5-4 tab | ASDR Fatima                      | 2 - 0  | 0 - 2  |
| Djoliba AC                   | 0 - 2         | NA Hussein Dey                   | 0 - 0  | 0 - 2  |
| Hafia FC                     | 1 - 6         | OC Agaza                         | 1 - 3  | 0 - 3  |
| LPRC Oilers                  | -             | ASC SNIM disqualifié             | -      | -      |
| Malindi SC                   | -             | Kampala City Council disqualifié | -      | -      |
| Mbilinga FC                  | -             | Renaissance FC abandon           | 13 - 0 | -      |
| Olympique de Béja            | 3 - 1         | Sahel SC                         | 3 - 0  | 0 - 1  |
| disqualifié Postel Sport     | -             | Mighty Blackpool FC              | -      | -      |
| disqualifié Power Dynamos FC | -             | Eleven Men in Flight             | -      | -      |
| disqualifié Tanganda Mutare  | -             | US Stade Tamponnaise             | -      | -      |
| Mpumalanga Black Aces        | 8 - 2         | Bantu FC                         | 6 - 1  | 2 - 1  |

## Huitièmes de finale
| Équipe 1              | Résultat | Équipe 2             | Aller | Retour |
| --------------------- | -------- | -------------------- | ----- | ------ |
| OC Agaza              | 3 - 2    | Canon Yaoundé        | 3 - 1 | 0 - 1  |
| Mpumalanga Black Aces | 3 - 4    | US Stade Tamponnaise | 1 - 0 | 2 - 4  |
| Saint-George SA       | 2 - 3    | Olympique de Béja    | 2 - 0 | 0 - 3  |
| Kenya Breweries       | -        | Rayon Sports forfait | -     | -      |
| DC Motema Pembe       | 3 - 2    | Mighty Blackpool FC  | 3 - 0 | 0 - 2  |
| Malindi SC            | 2 - 0    | Eleven Men in Flight | 1 - 0 | 1 - 0  |
| Mbilinga FC           | -        | LPRC Oilers forfait  | -     | -      |
| BCC Lions             | 4 - 0    | NA Hussein Dey       | 2 - 0 | 2 - 0  |

## Quarts de finale
| Équipe 1        | Résultat | Équipe 2             | Aller | Retour |
| --------------- | -------- | -------------------- | ----- | ------ |
| OC Agaza        | 7 - 5    | Olympique de Béja    | 6 - 1 | 1 - 4  |
| BCC Lions       | 4 - 5    | DC Motema Pembe      | 2 - 1 | 2 - 4  |
| Kenya Breweries | 2 - 1    | US Stade Tamponnaise | 1 - 0 | 1 - 1  |
| Mbilinga FC     | 4 - 1    | Malindi SC           | 4 - 0 | 0 - 1  |

## Demi-finales
| Équipe 1        | Résultat | Équipe 2        | Aller | Retour |
| --------------- | -------- | --------------- | ----- | ------ |
| Mbilinga FC     | 1 - 4    | Kenya Breweries | 1 - 1 | 0 - 3  |
| DC Motema Pembe | 4 - 2    | OC Agaza        | 3 - 1 | 1 - 1  |

## Finale
| Équipe 1        | Résultat | Équipe 2        | Aller | Retour |
| --------------- | -------- | --------------- | ----- | ------ |
| DC Motema Pembe | 5 - 2    | Kenya Breweries | 2 - 2 | 3 - 0  |

 aller : au zaire (2-2) ,,, ** retour : dimanche 12 décembre 1994 à nairoubi( kenya) : club breweries (kenya)-dc motema pembi (zaire ) 0-3
- source : le matin du mardi  14 décembre 1994 page 23 .

## Vainqueur
| Coupe d'Afrique des vainqueurs de coupe Vainqueur 1994 |
| ------------------------------------------------------ |
| DC Motema Pembe Premier titre                          |